# 斯捷奇金自動手槍
斯捷奇金自動手槍（俄语：Автоматический Пистолет Стечкина，羅馬化：Avtomaticheskij Pistolet Stechkina，分別簡稱為：АПС和APS）是一款由前蘇聯槍械設計師，伊戈爾·雅科夫列維奇·斯捷奇金研製的全自動手槍，發射9×18毫米馬卡洛夫手槍彈。

## 設計和歷史
斯捷奇金自動手槍在設計初時本來是被安排發射7.62×25毫米托卡列夫手槍彈，然而由於當時蘇聯軍隊打算換裝新的9×18毫米馬卡洛夫槍彈，所以設計者斯捷奇金便把他的手槍改為9×18毫米口徑以符合蘇軍的要求。在1951年，斯捷奇金自動手槍與馬卡洛夫手槍被蘇聯軍隊制式採用，以取代過時的托卡列夫TT-33手槍。
斯捷奇金自動手槍是一種使用簡單的反沖作用機制運作的槍械，它是一枝全自動手槍，用戶可透過滑套上的選擇桿來選擇全自動或半自動射擊，其載彈量為20發，扳機為雙動式。當使用點射或全自動射擊時，用戶需把一個木製槍托加裝在手槍的握把後面以降低其後座力。否則，武器將會變得近乎無法控制。
該槍的木製槍托其實也可兼作槍套的用途，手槍在不用時能夠收藏在裡面。這種設計跟德國的毛瑟C96手槍十分相近。
斯捷奇金自動手槍的出現旨在為了向蘇聯軍隊的炮兵、坦克兵和空軍機組人員提供一枝有效的手槍作為防身武器。作為一枝手槍，斯捷奇金自動手槍是較重的，而在加上木製槍托（很少安裝在槍上使用）後更會顯得明顯笨重。這使該槍後來從現役武器中撤裝，並被火力更強大和更有效的AKS-74U短管突擊步槍所取代。不過直至現在仍然是一些蘇聯繼承國的特種部隊和執法部隊的其中一種常用手槍，在軍隊中仍有庫存。但基於現代化需求，許多使用該槍的士兵和執法人員都以戰術槍套取代了原有的木製槍套。
斯捷奇金自動手槍有一種更現代的衍生型，叫OTs-33全自動手槍。
除了蘇聯及俄羅斯有採用以外，一些前蘇聯加盟共和國及少數國家也有裝備斯捷奇金自動手槍。另外，中華人民共和國知名人物王立軍也曾使用過此槍。
在2015年自俄羅斯戰機被土耳其擊落並導致一名飛行員遭叛軍殺害後，俄羅斯空軍決定為其派往敘利亞空襲伊斯蘭國和反對派叛軍的飛行員裝備斯捷奇金自動手槍以作為防身武器。

## 衍生型

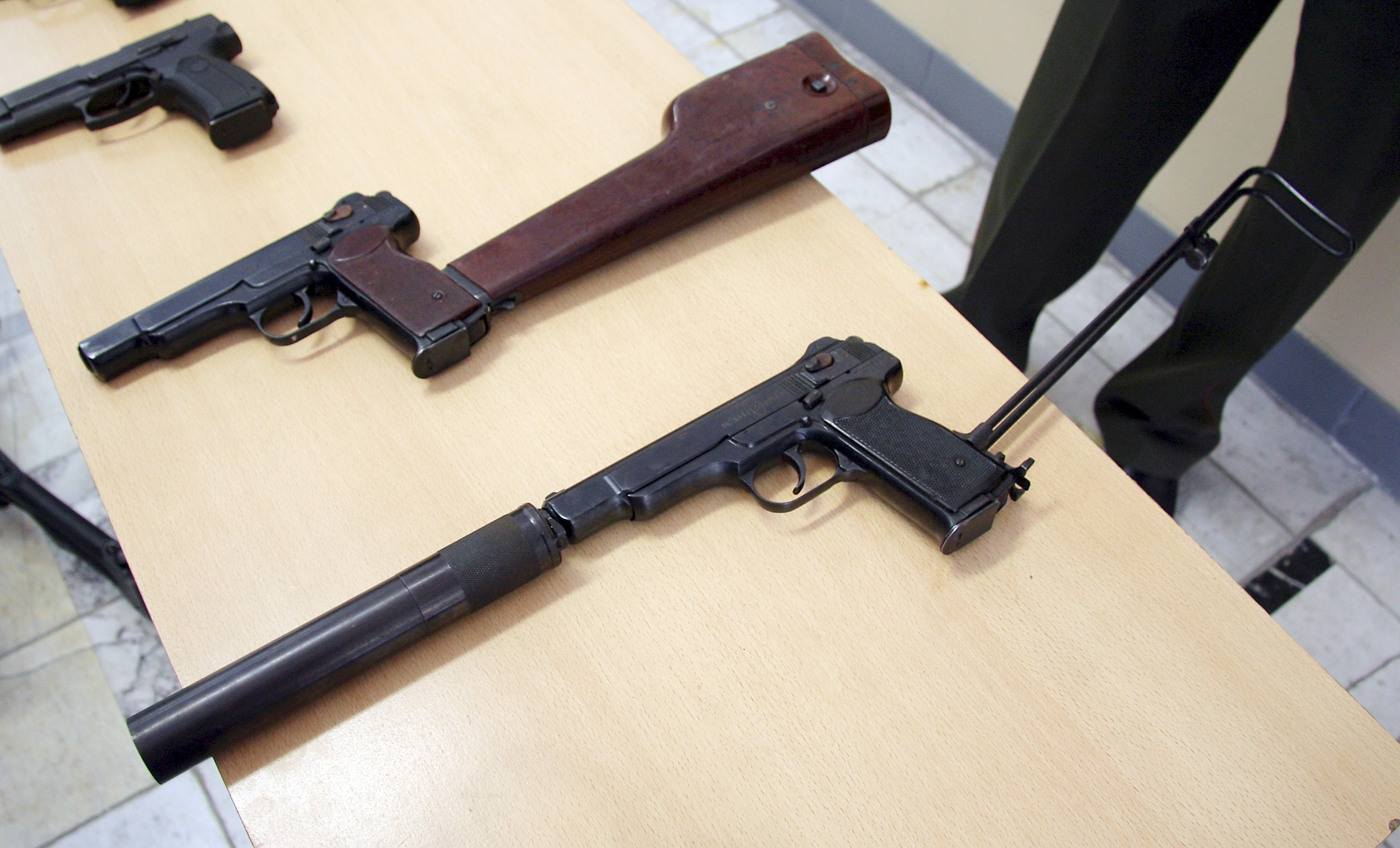
APS（上）和APB（下）

APB（俄語：Автоматический пистолет бесшумный，簡稱：АПБ，意為：消音自動手槍），是斯捷奇金自動手槍的消音版本。該槍於1970年代初期由A·S· 諾戈多夫開發，並被工廠命名為「AO-44」。它於1972年以「APB」的名義被蘇聯軍隊採用，其俄羅斯國防部火箭炮兵裝備總局代號為「6P13」。該槍的槍口動能被降至290米／秒，並配有一個可拆式鋼絲槍托，取代了原來斯捷奇金自動手槍所用的木製槍托。其槍管也比斯捷奇金自動手槍長，並具有螺紋以用作加裝抑制器。槍口四周也被一個一體化的增大膛室包裹著，使發射後產生的熱氣體可從槍管的孔裡散出。當不使用的時候，用戶能夠將其抑制器夾在槍托上。
於蘇聯在阿富汗戰爭期間，APB被列裝到蘇聯特種部隊的隊長中作為一件額外武器。它們通常都會被裝上槍背帶、抑制器及鋼絲槍托。該槍也被一些通信兵和重炮兵所使用。
而在最近，此槍也被一些蘇聯繼承國的執法機構所使用，包括：特別用途機動單位、特別迅速應變分隊及俄羅斯內衛部隊（現在的國家近衛軍）特種部隊等。

## 使用國
- 阿富汗
- 阿尔巴尼亚
- 安哥拉
- 亞美尼亞
- 白俄羅斯—繼承自前蘇聯。
  - 白俄羅斯共和國內務部
  - 白俄羅斯共和國國家安全委員會
- 保加利亚
- 古巴
- —繼承自前蘇聯。
- —繼承自前蘇聯。
  - 哈薩克斯坦共和國內務部
  - 哈薩克斯坦共和國國家安全委員會
- 利比亞
- 蒙古国
- 莫桑比克
- 羅馬尼亞—採用本土生產的改型。
- 俄羅斯—繼承自前蘇聯，目前仍有限使用。
  - 俄羅斯聯邦武裝力量
  - 俄羅斯聯邦內務部
  - 俄羅斯聯邦國家近衛軍
  - 俄羅斯聯邦安全局
- 坦桑尼亚
- 乌克兰—繼承自前蘇聯，目前仍有限使用。
  - 烏克蘭武裝力量
  - 烏克蘭內務部
  - 烏克蘭安全局
- 越南
- 尚比亞

### 前使用國
- 东德
  - 人民警察第9連[5]
- 德国[6]
  - 部份州份的特別行動突擊隊（目前已退役）
- 苏联
  - 蘇聯武裝力量
  - 蘇聯內務部
  - 蘇聯國家安全委員會

## 登場作品

### 電影
- 2002年—《反恐戰線》：由車臣反政府武裝份子的頭目，阿斯蘭所擁有。

### 電視劇
- 2013年—《第三季》：在第8集由俄羅斯黑手黨成員列昂尼德所使用。

### 电子游戏
- 2012年—《战争前线》：命名为“Stechkin APS”，以20发弹匣供彈，以副武器之姿出现并可被所有职业使用。可以通过抽奖箱获得并可以改裝枪口配件（通用消音器、手槍消音器、手槍制退器、手槍刺刀），拥有白金炫光迷彩版本，强化威力以及射程。
- 2013年—《劫薪日2》
- 2016年—《逃離塔科夫》：登場型號為APS及APB，可作改裝。
- 2021年—《極地戰嚎6》 ：型號為APS，命名为“全自動6P13”，預設使用40發彈鼓供彈，可改裝為54發以及加裝抑制器、瞄具、外紅點。
- 2024年—《決勝時刻：黑色行動6》：型號為APS，命名為“Grekhova”。
- 2024年—《浩劫殺陣2：車諾比之心》：型號為APB，命名為「APSB」。在遊戲內該槍沒有全自動模式，取而代之的是三發點放模式。

### 動畫
- 2001年—《七虹香電擊作戰》：由柊七虹香所使用，可加裝槍托並連發射擊。
- 2006年—：由莫斯科酒店頭目巴拉萊卡和鷲峰組老大的獨生女鷲峰雪緒所使用。
- 2008年—《守護貓娘緋鞠》：由神宮寺久惠澄所使用，但不是打一般子彈，而是鎮魔彈。
- 2010年—《Angel Beats!》：由野田所使用。

## 外部連結
- Modern Firearms - Stechkin APS pistol （页面存档备份，存于）
- 槍炮世界 - 斯捷奇金APS衝鋒手槍 （页面存档备份，存于）
- 槍炮世界 - 斯捷奇金APB微聲衝鋒手槍 （页面存档备份，存于）